# Les Torches de Néron
Les Torches de Néron ou Les Lumières du christianisme est un tableau de très grandes dimensions de l'académicien polonais, sujet de l'Empire russe, Henryk Siemiradzki (1843—1902), qu'il réalise en 1876. Il est exposé au Musée national de Cracovie en Pologne (inventaire : MNK II-a-1). Les dimensions du tableau sont de 385 × 704 cm,,.
Le sujet du tableau est lié à des évènements historiques qui se sont produits à Rome en l'an 64 de notre ère, après le grand incendie de Rome, quand l'empereur Néron a accusé les chrétiens d'avoir provoqué un incendie criminel. Beaucoup d'entre eux ont été exécutés, et des représentations théâtrales monstrueuses ont été organisées à cette occasion. Une de ces scènes a été représentée par l'artiste, qui a choisi celle qui a eu lieu devant la Domus aurea,.
Siemiradzki a travaillé à Rome sur ce tableau de 1873 à 1876. En mai 1876, il est présenté dans la salle romaine de l'Accademia di San Luca, où elle est accueillie avec enthousiasme par le public. La même année le même tableau est exposé avec succès à Munich et à Vienne,. En mars 1877, il est présenté à Saint-Pétersbourg, où il fait partie des toiles présentées de la deuxième exposition de la Société des expositions de peinture. L'Académie impériale des Beaux-Arts a décerné le titre de professeur d'académie à Siemiradzki pour la création de cette toile, en notant que « tout son travail artistique fait honneur à l'Académie et à l'art russe »,.
En 1878, le tableau est exposé à l'Exposition universelle de 1878 à Paris, où Semiradzki reçoit le Grand prix (Grande médaille d'or),. Mais malgré ce succès, le peintre n'a pas réussi à vendre son tableau en Russie. En 1879, Semiradzki offre le tableau au musée national de Cracovie qui vient d'être créé, et celui-ci devient la première œuvre à l'inventaire de la collection du musée,.
Initialement le tableau s'appelait Les Lumières du christianisme. Dans la collection du musée de Cracovie un autre nom lui a été attribué : Les Torches de Néron (polonais : Pochodnie Nerona). En règle générale, dans la littérature russe contemporaine, on utilise les deux noms Lumières du christianisme, les Torches de Néron,.

## Sujet et description
Le sujet du tableau est constitué des évènements historiques de l'année 64 de notre ère, qui se sont produits durant le règne de Néron. Dans la nuit 18 au 19 juillet de l'année 64 a débuté le grand incendie de Rome, qui a fait rage presque pendant toute une semaine et a détruit une importante partie de la ville. Ce sont les chrétiens qui sont désignés comme coupable d'avoir provoqué l'incendie, ce qui a entraîné des arrestations et des exécutions. L'historien latin ancien Tacite écrit à ce sujet : « Et voilà que Néron, pour étouffer tout bruit, désigna les coupables et livra aux exécutions les plus sophistiquées ceux qui encouraient la haine universelle par leurs abominations et que la foule appelait chrétiens ». Décrivant les détails de ces exécutions, Tacite écrit : « Leur assassinat était accompagné de railleries et ils étaient habillés de peaux d'animaux sauvages pour que les chiens les déchirent, ou bien ils étaient attachés à des croix et enduits de matières inflammables et quand le jour avait fui, ils éclairaient les ténèbres comme des torches… Néron aménagea ses jardins pour ce spectacle ».
Décrivant ses intentions à propos de la nouvelle toile, Semiradzki écrit à la fin de l'année 1873 au secrétaire de conférence de l'Académie russe des Beaux-Arts, Piotr Isseev :

« Le sujet du tableau est extrait de la première persécution sous Néron ; dans le magnifique jardin du Palais doré, Néron organise un event pour une fête nocturne luxuriante ; dans la clairière devant la terrasse du palais se sont réunis des spectateurs dans l'attente impatiente du début d'un spectacle magnifique : des torches vivantes, des chrétiens attachés sur de grandes perches, couverts de paille et de résine, disposés à intervalles réguliers ; les torches ne sont pas encore allumées, mais l'empereur est déjà là, porté sur une litière dorée et entouré d'une cour de flatteurs, de femmes et de musiciens. Le signal est déjà donné et les esclaves se préparent à mettre le feu aux torches, dont la lumière illuminera la plus honteuse des orgies. Mais ce sont les mêmes lumières qui ont dispersé les ténèbres du monde païen, et en brûlant les martyrs dans d'horribles tourments ont répandus [sic] la nouvelle doctrine du Christ. C'est pourquoi je pense intituler mon tableau Lumières chrétiennes ou Lumières du christianisme. »

— Piotr Isseev

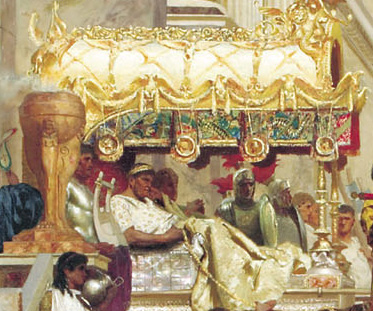
Néron dans son palanquin (détail du tableau).

Le tableau représente un jardin devant la Domus aurea, à la veille d'une théâtrale et monstrueuse orgie. À gauche, près du palais et des marches, de nombreux spectateurs se sont déjà installés. Le tableau représente en tout une centaine de personnes, mais aucune n'est présentée de manière centrale pour elle-même, même celle de Néron, couché à distance dans son palanquin au toit doré, soutenu par des esclaves noirs. Avec Néron, siège sa femme Poppée. Et dans la foule colorée on voit : des sénateurs, des généraux, des philosophes et des musiciens jouant aux dés, des danseurs et des hétaïres. Sur leur visage on peut voir exprimée une gamme complète de sentiments et d'émotions, de la jubilation à la réprobation, de la curiosité à l'indifférence,.
Les détails de la décoration du palais impérial sont soigneusement rendus, en particulier le bas-relief avec des figures humaines et un cheval dans la partie la plus à gauche du tableau, mais aussi le dessin du marbre recouvrant les surfaces des murs, escaliers, pierres et colonnes. Un des critiques contemporains a noté que « la première impression est que cela ressemble à un coffre à bijoux qui s'ouvrirait soudainement devant les spectateurs ». Ces bijoux sont formés par les reliefs en marbre, par l'empereur en palanquin, par les spectateurs étonnants de beauté, comme de vrais fleurs vivantes.
La partie droite du tableau montre les derniers préparatifs en vue de l'exécution. Les chrétiens sont attachés aux poteaux et enveloppés de cocons de paille imbibés de résine. Ce sont 13 piliers qui symbolisent les 12 apôtres et Jésus-Christ. Les esclaves allument les torches de feu et l'un d'eux monte déjà à l'échelle prêt à faire s'embraser un des malheureux condamnés. La victime est un vieillard à barbe blanche qui ne détourne pas les yeux et regarde devant lui la foule venue se divertir. Sur la perche qui suit c'est une jeune femme qui se détourne et regarde loin de la foule.
Les dimensions du cadre sont de 466 × 798 × 23 cm. Sur ce cadre est écrit en latin un extrait du Nouveau Testament provenant de l'Évangile selon Jean (ch.:1; verset:5)
| LUX IN TENEBRIS LUCET ET TENEBRAE EAM NON COMPREHENDERUNT |

ce qui signifie : Et la lumière brille dans les ténèbres, et les ténèbres ne l'ont pas comprise.
Ernest Renan, dans le chapitre V consacré au Massacre des chrétiens-l'esthétique de Neron de son ouvrage l'Antechrist (1873), décrit ainsi ces scènes d'illuminations de jardins par des torches humaines :

« ... d'autres, enfin, revêtus de tuniques trempées dans l'huile, la poix  ou la résine, se virent attachés à des poteaux et réservés pour éclairer la fête de la nuit. Quand le jour baissa, on alluma ces flambeaux vivants. Néron offrit pour le spectacle les magnifiques jardins qu'il possédait au delà du Tibre et qui occupaient l'emplacement actuel du Borgo, de la place et de l'église Saint-Pierre.<…> L'idée de remplacer les falots par des corps humains imprégnés de substance inflammables put paraître ingénieuse. Comme supplice, cette façon de brûler vif n'était pas neuve; c'était la peine ordinaire des incendiaires, ce que l'on appelait la tunica modesta; mais on en avait jamais fait un système d'illumination. »

Ernest Renan, L'Antechrist, Paris, Michel Lévy Frères, 1873, 571 p., p. 165-166

## Histoire du tableau

### Travail sur la toile
À partir de mai 1872, Semiradzki travaille à Rome, et jusqu'en 1878 il est pensionnaire de l'Académie russe des Beaux-Arts. Le projet de réaliser Les Lumières du christianisme a finalement été développé par l'artiste à la fin de l'année 1873. Au début de l'année 1874, Semiradzki a fait l'acquisition d'une toile vierge immense de 3,85 × 7,04 m. Quand la toile a été livrée à Rome à l'atelier du peintre, l'artiste Choltz qui était sur place n'a pu que dire avec stupéfaction : « Oh Mon Dieu ! Oh mon Dieu ! ».
Lorsqu'il vit à Rome, Semiradzki visite à plusieurs reprises la partie ancienne de la ville, le forum romain, où se trouvait autrefois la Domus aurea, dont les ruines étaient cachées sous les bâtiments des thermes de Trajan. L'artiste examine aussi soigneusement les ruines du Colisée et d'autres anciens édifices tels que des basiliques civiles, réalisant de nombreux croquis et études préliminaires. Semiradzki étudie aussi les recueils sur la Rome antique dans les travaux de Luigi Canina (en six volumes) intitulés Édifices de la Rome antique, dans les chroniques de l'histoire romaine de Tacite, et dans le travail biographique de Suétone Vie des douze Césars,. Il est probable que Semiradzki était aussi au courant des récits de l'écrivain polonais Józef Ignacy Kraszewski dans Rome sous Néron, publié à Cracovie en 1866. On sait qu'au début de ses travaux sur sa toile le peintre a rencontré Kraszewski à Dresde.
L'artiste russe Mikhaïl Nesterov a ainsi écrit dans ses souvenirs sur le peintre de batailles Pavel Kovalevski, qui a été diplômé de l'Académie en même temps que Semiradzki puis est parti à Rome en même temps que lui:
« Parmi les artistes russes personne sans doute ne connaissait mieux Semiradzki que Kovalevski. Ce Polonais talentueux qui a fait sensation dans toute l'Europe avec son tableau Les Lumières du christianisme. Personne ne savait comment l'auteur de ce tableau travaillait à Rome, avec quel soin il rassemblait partout le matériel nécessaire à son tableau. Lors des promenades du soir sur la colline de Pincio Semiradzki s'arrêtait inopinément, ouvrait une petite cassette de randonnée, rassemblait sur un fragment de vieux marbre un morceau de soie colorée, ou y posait quelques bibelots en métal puis observait la lumière du soir tomber sur ces objets. C'était un subtil observateur d'effets colorés et un grand travailleur. Il était instruit, fier, renfermé, de grande intelligence et de caractère. Sans s'appuyer sur son seul talent, il travaillait à Rome, sans laisser tomber les bras... »

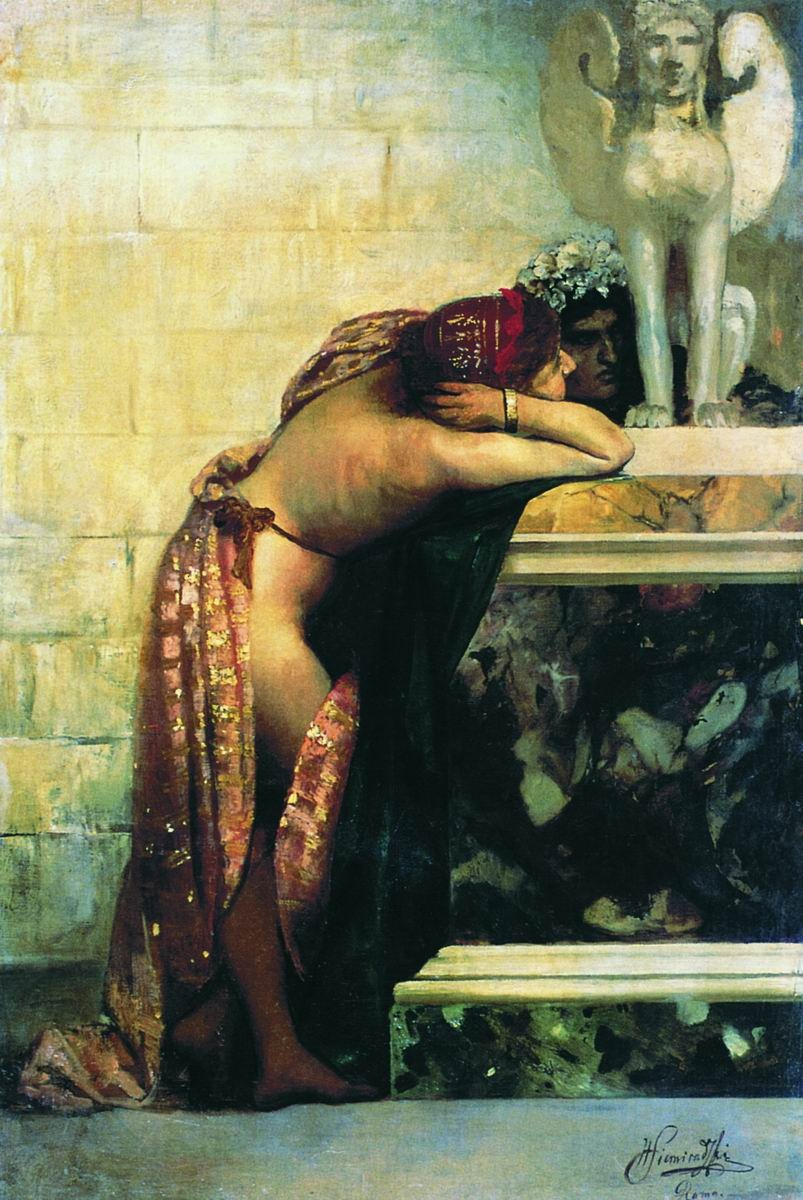
Deux figures à la statue du sphinx (étude pour le tableau), 1870, Fondation d'Art de Khanty-Mansiisk.

Dans ses esquisses, Semiradzki a essayé différentes variantes de position pour la Domus aurea et s'est finalement décidé à la représenter de profil sur la partie gauche du tableau. Pour la toile qu'il était occupé à réaliser il peignait des études et continua à en peindre en reconnaissant qu'« il y en avait déjà suffisamment, mais qu'elles n'étaient qu'une goutte dans la mer par rapport à ce qui devrait être fait, car il est impossible de transcrire directement sur la toile l'image de la nature ». Il réalise beaucoup d'études et, en mars 1874, Semiradzki écrit à Piotr Isseev : «Pour l'ébauche de ma toile, je peins des études, je collecte des données archéologiques, j'étudie des personnages d'après des bustes des Musées du Capitole, etc. ».
Dans le but de représenter de manière la plus convaincante possible le luxe dont Néron s'était entouré, Semiradzki ne s'est pas arrêté à la dépense et en particulier pour son voyage puisqu'il voulait peindre d'après nature. Il a d'ailleurs du s'expliquer vis-à-vis de l'Académie des beaux-arts qui lui payait ses frais. Dans une lettre à Piotr Isseev du 14 juillet 1875 il explique qu'il pourrait réduire ses coûts si nécessaire, mais que dans ce cas ses tableaux deviendraient médiocres. Il écrit : « D'une part je ne me permets pas d'économie dans mon travail : c'est en effet la seule manière de faire ressortir sur ma toile cette impression de richesse, de luxe ; d'autre part m'arrêter devant mon tableau en étant à court d'argent, c'est le premier pas vers du simple artisanat c'est-à-dire vers le déclin ».
Le travail sur le tableau Lumières du christianisme a été achevé au début 1876. Cette réalisation nouvelle a été largement connue avant la fin du travail, si bien que son atelier est devenu un lieu de pèlerinage pour ses amateurs. L'artiste se souvenait : « Ma peinture (et donc son auteur) a acquis à Rome une notoriété telle que je n'avais jamais osé en rêver ; le tableau est loin d'être terminé, et entre temps, dans mon atelier, tout le monde artistique romain est déjà passé. Mais point d'autres visiteurs ». Il a été visité en particulier par de célèbres artistes tels que Domenico Morelli, Lawrence Alma-Tadema et Ernest Hébert.

### Après la création
La première exposition publique du tableau a lieu au début du mois de mai 1876 dans les locaux de l'Accademia di San Luca, à Rome. Elle est accueillie avec enthousiasme par le public et les étudiants de l'Académie remettent à Semiradzki une couronne triomphale. Le tableau est honoré à Rome avec les mêmes distinctions que Le Dernier Jour de Pompéi de Karl Brioullov,. Le public est très nombreux et, rien que le dernier jour, on a compté plus de cinq mille visiteurs. Les recettes récoltées de la vente de tickets d'entrée sont versées par Semiradzki au fond de construction du Palais des expositions de Rome à la Via Nazionale à Rome. Le roi d'Italie Victor-Emmanuel II décerne à l'artiste l'Ordre de la Couronne d'Italie.

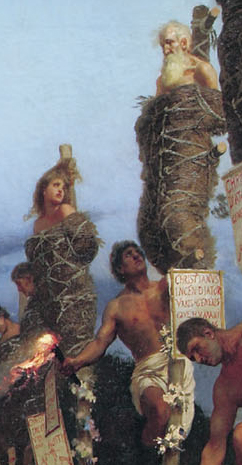
Torches vivantes (détails du tableau).

Durant la même année 1876, la toile est encore exposée à Munich et à Vienne,. L'exposition du tableau dans ces villes européennes était contraires aux règles fixées par l'Académie russe des Beaux-Arts, qui n'autorisait pas les pensionnaire à prendre part à des expositions à l'étranger. Cet épisode complique les relations de Semiradzki avec l'Académie et en particulier avec son secrétaire de presse Piotr Isseev avec lequel le peintre polonais avait échangé du courrier durant son séjour à Rome. Il écrit à Isseev qu'il est au courant de l'embarras provoqué à Saint-Pétersbourg dû au fait qu'il a exposé son tableau à Rome, à Vienne et à Munich. Mais selon l'artiste le résultat final pour l'académie de Saint-Pétersbourg est l'inverse de ce qu'elle appréhende dans la mesure où aucun critique étranger n'a oublié de mentionner qu'il est élève de cette Académie de Saint-Pétersbourg. Il reconnaît toutefois qu'il s'est écarté de la lettre de l'ordonnance mais que cela provient du fait qu'il a réalisé un travail complexe en soi et d'une dimension sortant tout à fait de l'ordinaire. Il demande à Isseev de décider lui-même s'il estime que cela a porté préjudice ou non à l'Académie.
En mars 1877, le tableau est livré à Saint-Pétersbourg et l'Académie décerne à Siemiradzki le titre de professeur. Selon ses conclusions du 8 mars 1877, le Conseil académique, après avoir examiné le tableau Lumières du christianisme estime que par ses couleurs, par sa composition et à tous égards, est parfaitement exécuté et décide à l'unanimité d'honorer l'académicien du titre de professeur. Il note en même temps que toutes ses activités artistiques rendent hommage à l'Académie et à l'art russe. Le peintre a également été honoré de l'Ordre de Saint-Vladimir, pour l'ensemble de son œuvre et de ses activités artistiques. Lors de la deuxième exposition de la Société des expositions d'œuvres d'art qui a débuté le 5 mars 1877 dans les locaux de l'Académie de Saint-Pétersbourg, la toile de Siemiradski a été présentée dans une salle qui lui était réservée. Les rumeurs à propos de sa toile se sont propagées avant même son arrivée et le critique Vsevolod Garchine note que : « si un dixième des commentaires élogieux à son propos sont exacts, alors c'est toute l'exposition qui lui sera consacrée ».
En ce qui concerne l'achat possible de la toile Lumières du christianisme, des négociations ont lieu avec la cour impériale de Russie, mais elle n'est pas achetée. Initialement l'artiste voulait en obtenir 40 000 roubles ; puis il est descendu à 30 000. Le peintre Pavel Tchistiakov dans une lettre à Pavel Tretiakov écrit : « Le tableau de Siemiradski n'a pas été vendu. C'est cher demander parce qu'une personne est agile, courageuse et talentueuse et ce prix de 40 000 roubles ne doit pas être payé. C'est une question d'honnêteté en affaire, et de compétence aussi, mais les talents c'est Dieu qui les donne ! ». Mais il semble que le problème n'était pas seulement le prix. Le président de l'Académie des Beaux Arts, le grand prince Vladimir Alexandrovitch de Russie pouvait certainement solliciter Siemiradzki pour acheter la toile, mais l'opinion du grand prince Alexandre Alexandrovitch (futur empereur Alexandre III), son frère, comptait pour beaucoup. Or ce dernier était influencé par les Ambulants (parmi lesquels Ivan Kramskoï qui s'opposaient à cet achat d'une œuvre « cosmopolite par l'esprit » et de plus de l'atelier d'un artiste d'origine polonaise.
Le 10 mars 1877, le chef de file des artistes Ambulants Ivan Kramskoï écrit au peintre Alekseï Bogolioubov: « Siemiradski est arrivé avec son tableau… C'est la voie de la gloire pour lui, tant et si bien que peu importe combien il en voudrait, 50 000 roubles ou davantage, on lui donnera, et ce sera de l'argent russe… Et dans ce cas, à l'avenir, l'élément polonais à l'Académie deviendra prépondérant… Vous savez, quand il s'agit d'un contrat colossal, quand il est certain qu'il s'agit de payer un étranger avec de l'argent russe, alors involontairement je voudrais dire : arrêtez ! » Et plus loin Kramskoï poursuit : « Je ne sais pas quelle solution sera inventée pour acheter ce tableau… mais vous, vous avez peut-être l'occasion de faire savoir à celui qui devrait le savoir, que l'affaire ne doit pas se traiter trop vite et que l'on aura par la suite comme seul résultat, si elle se traite, que des regrets amers ». Apparemment Bogolioubov a réussi à convaincre Alexandre Alexandrovitch de ne pas procéder à cette acquisition,.

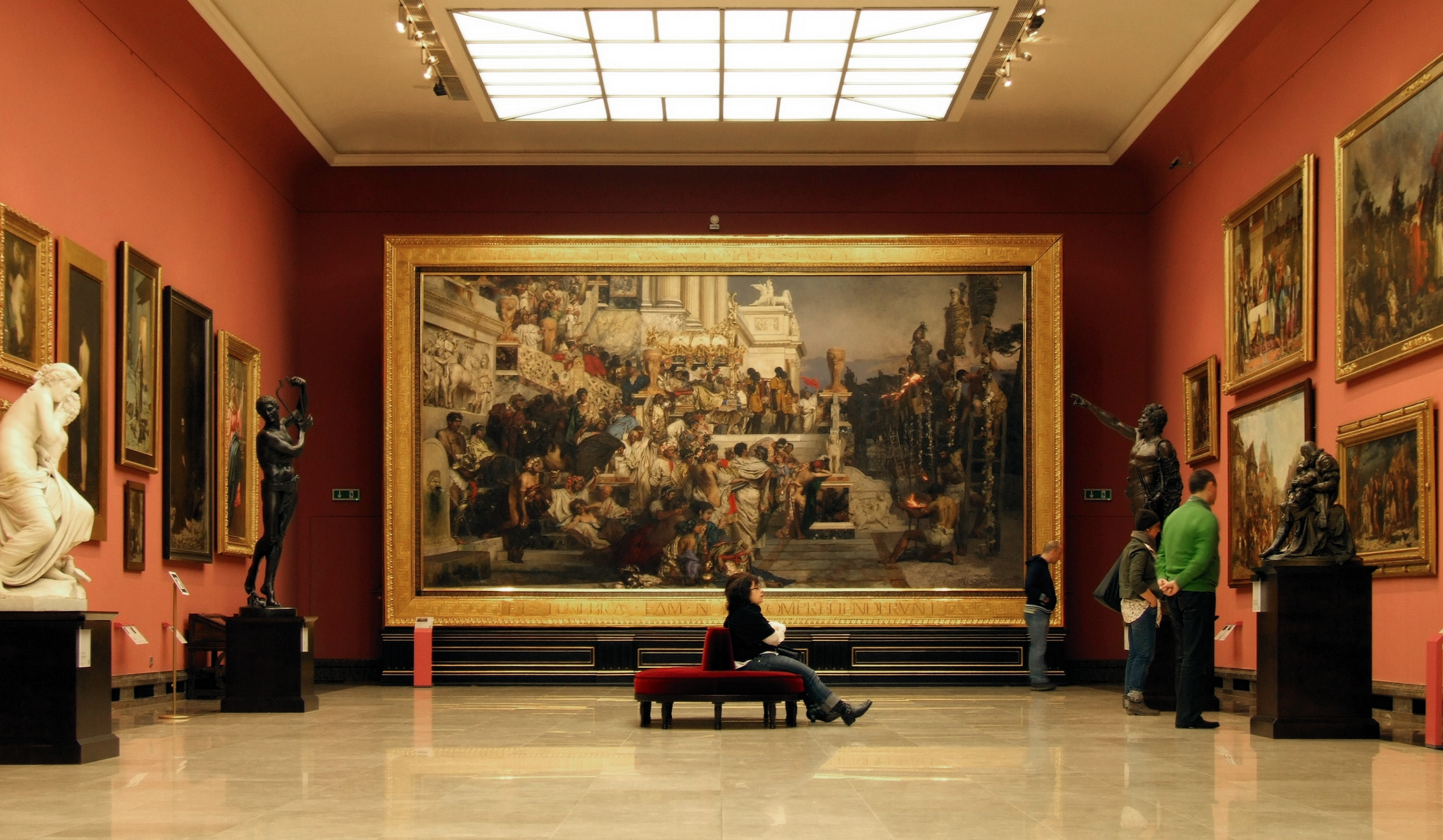
Disposition du tableau dans la salle Siemiradski du musée national de Cracovie (Sukiennice).

En mai 1877, Siemiradski reçoit une lettre de Piotr Isseev qui l'informe que le grand-duc Vladimir Alexandrovitch intercèdera auprès de l'Empereur pour qu'il fasse l'acquisition de son dernier tableau pour la somme de 30 000 roubles, à condition que le prix puisse être payée en 3 ans, et que sa majesté ait eu l'occasion, en fonction des circonstances politiques, de prendre cette décision. Il ajoute encore ceci : « Sa majesté vous a permis d'exposer votre toile dans des villes où vous l'avez jugé plus utile pour vous, mais en cas d'acquisition, la peinture devrait être livrée à Paris à l'Exposition universelle de Paris de 1878 dans une salle du département d'art russe ». Cette formulation vague ne donna pas d'espoir particulier à Siemiradzki de voir sa toile acquise par la cour impériale.
En 1878, lors de l'Exposition universelle de 1878 à Paris deux peintures de Siemiradski sont exposées : Les Torches de Néron (ou Lumières du christianisme) et La Femme ou le vase (sous-titre : Choix difficile). C'est pour ces tableaux que l'artiste a reçu la plus haute distinction de l'exposition, le Grand prix (Grande médaille d'or), et que le gouvernement français lui a remis l'Ordre national de la Légion d'honneur,. Ces succès ont contribué à une plus grande reconnaissance internationale de l'artiste. Siemiradzki a été élu membre des Académies des beaux-arts de Paris, Berlin, Stockholm, Rome, et la Galerie des Offices de Florence lui a commandé un autoportrait « en vue de sa présentation ultérieure dans la galerie des grands artistes ».

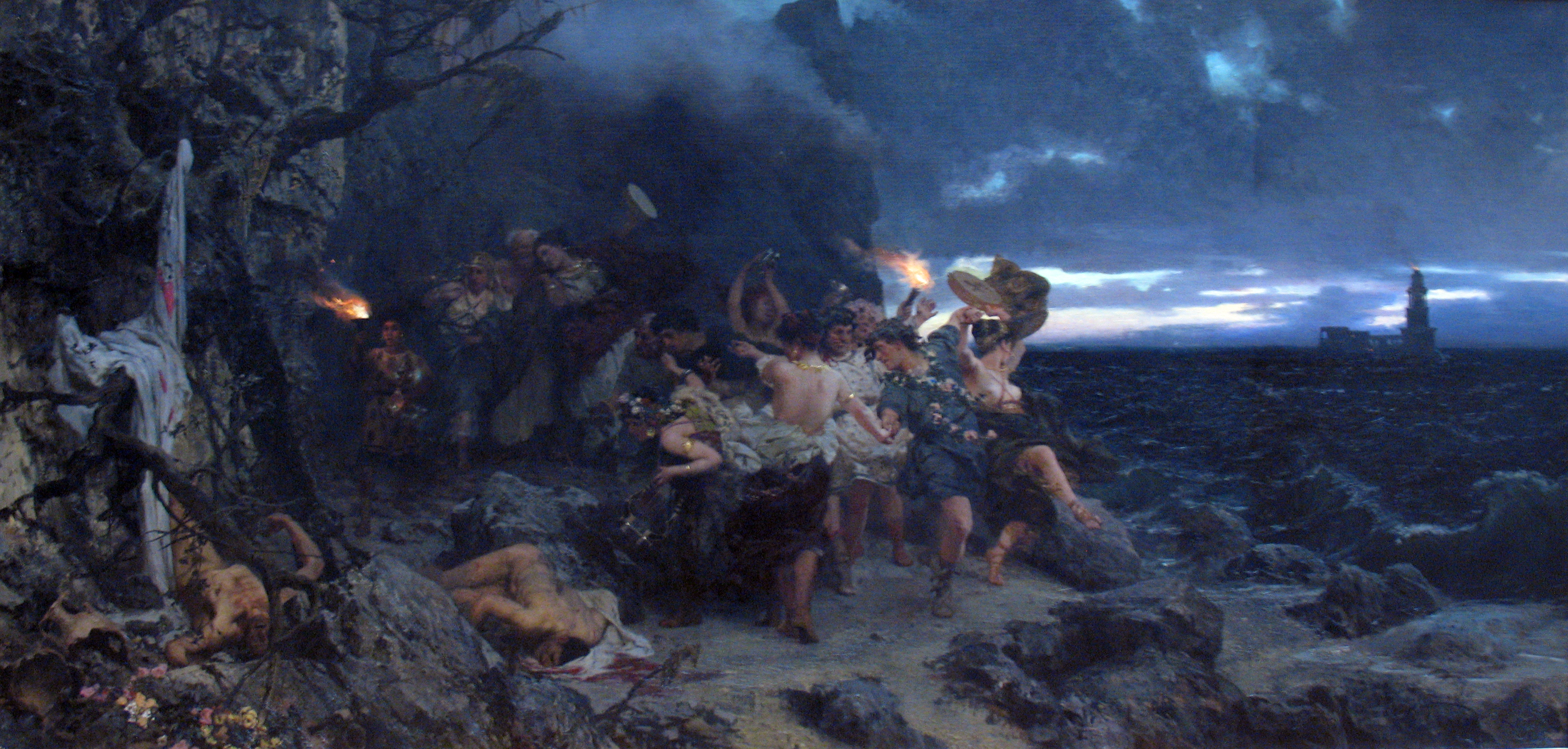
1881 - Orgie sous Tibère à Capri, Siemiradski, Galerie Tretiakov.

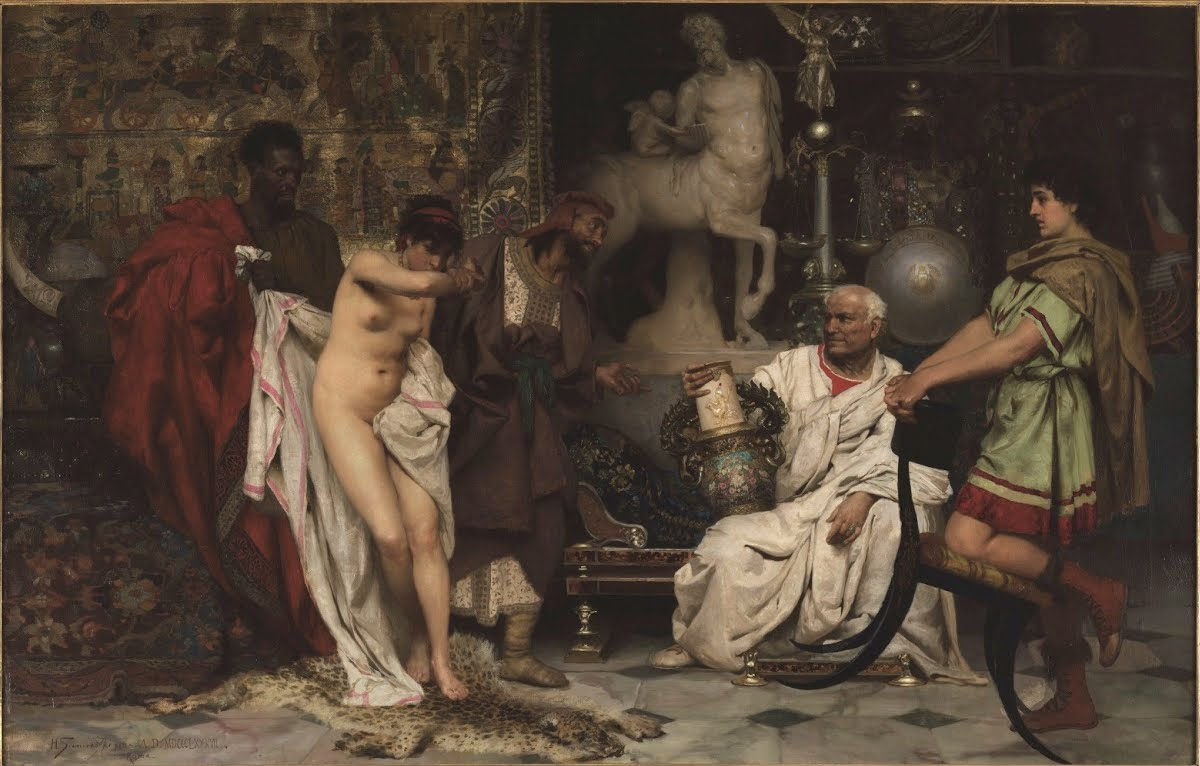
1887 - La Femme ou le vase ?, Siemiradzki, Musée Fabergé de Saint-Pétersbourg.

En 1879, à l'occasion du jubilé de l'activité littéraire de l'écrivain polonais Józef Ignacy Kraszewski, Siemiradzki a offert son tableau Les Torches de Néron au Musée national de Cracovie (à cette époque la ville appartenait à l'Autriche-Hongrie). Il a ainsi constitué le fond de départ de la collection de ce musée. Siemiradzki a annoncé sa décision d'offrir la toile au musée le 5 octobre 1879, lors d'un dîner solennel durant lequel il s'est exprimé au balcon de l'Hôtel Victoria. En signe de reconnaissance, les habitants de Cracovie ont constitué en son honneur une procession musicale et un feu d'artifice. Suivant son exemple, d'autres artistes polonais ont également fait don de tableaux au musée de Cracovie.
La peinture n'a été installée dans le musée de Cracovie que deux ans plus tard. Avant cela elle a fait l'objet d'une tournée à l'étranger dans de nombreuses villes européennes (Varsovie, Lviv, Paris, Berlin, Poznań, Prague, Moscou, Londres, Zurich, Dresde, Stockholm, Copenhague, Amsterdam)). Quand, en 1881, elle est revenue à Cracovie, ses bords étaient abimés et les couleurs détériorées par endroits. Avec l'accord de l'auteur du tableau il a été confié à Wojciech Kolasinski pour réaliser sa restauration.

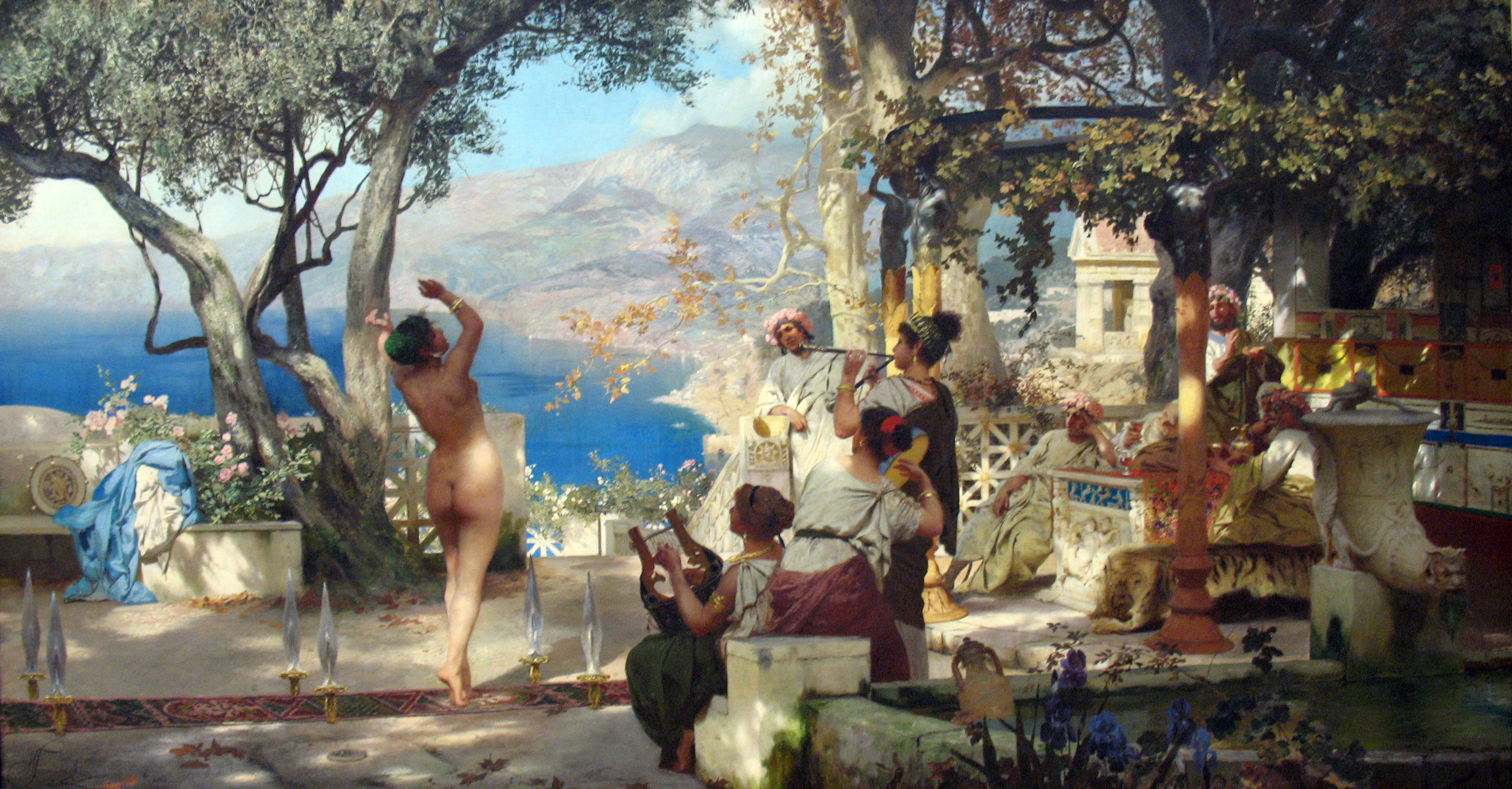
1881 - Danse du sabre, Siemiradzki.

Le transfert de la toile de Siemiradzki au musée de Cracovie est la raison pour laquelle Pavel Tretiakov a cessé de considérer le peintre comme un peintre « russe » et ne lui a plus acheté de peintures pour la Galerie Tretiakov. Le conservateur de la Galerie Tretiakov Nikolaï Moudroguel se souvient : « Rares étaient les artistes avec lequel Tretiakov ne se liait pas d'amitié. Et quand il ne s'entendait pas avec un artiste il fallait des raisons sérieuses. Comme par exemple avec Siemiradzki. » Cet artiste a connu un très grand succès en Russie et pourtant Tretiakov ne voulait pas acheter une seule de ses toiles. Et quand on lui a demandé pourquoi ?, Tretiakov a répondu : « Siemiradzki a offert son meilleur tableau à la ville de Cracovie. Il se considère donc chez nous comme un étranger. Comment pourrais-je le garder dans cette galerie russe ? »,. Après la mort de Pavel Tretiakov, deux toiles du peintre polonais se sont retrouvées dans la galerie : Danse du Sabre et Orgie sous Tibère à Capri. Elles proviennent du transfert, en 1925, du Musée Roumiantsev qui avait été dissous. En 1961, deux esquisses se sont ajoutées et en 2002 un tableau Jeu de dés.

## Études, esquisses, ébauches
Pour réaliser son œuvre sur la toile, dans les années 1873 - 1876, Siemiradszki a créé un grand nombre de croquis, d'esquisses et d'études. Une grande partie d'entre eux est conservée au Musée national de Cracovie. Trois ébauches ont été exposées en 1939 à l'exposition personnelle de l'artiste à Varsovie. L'une est exposée aujourd'hui au Musée national de Varsovie (59 × 116 cm (inventaire no 77601), une autre fait partie de la collection privée de la famille du peintre (38 × 60 cm) et la troisième fait partie d'une collection privée en Pologne (38 × 60 cm). L'esquisse conservée au musée de Varsovie est l'une des premières variantes. Le peintre a essayé d'utiliser l'éclairage nocturne pour transmettre la scène de l'exécution des chrétiens dans un contraste de couleurs et de clair-obscur incarnant la lutte entre la lumière et les ténèbres.
Une autre ébauche (88,5 × 175,5 cm) se trouvait dans une collection privée à Moscou jusqu'en 2007, puis en Grande-Bretagne. En juin 2016, elle a été mise en vente aux enchères par la maison MacDougall’s,. L'ébauche qui a été vendue par Mac Dougall's est plus allongée et permet d'éviter l'approximation trop grande des torches vivantes et le resserrement trop grand des personnages à gauche de la toile terminale.
En 1882, Siemiradzki a réalisé une version plus petite de son tableau (94 × 174,5 cm) qui porte le même titre et se trouvait d'abord dans la collection du collectionneur Dmitri Botkine (ru) (1829—1889), puis successivement dans diverses autres collections privées,. Cette copie réduite de l'auteur a été exposée à l'Exposition artistique et industrielle de toute la Russie en 1882, à Moscou. En 2004, elle a été vendue aux enchères par la salle de vente Bonhams à Londres pour le prix de 292 650 livres sterling soit363 593 dollars US). Selon certaines information la copie réduite se trouverait dans une collection privée à Moscou.

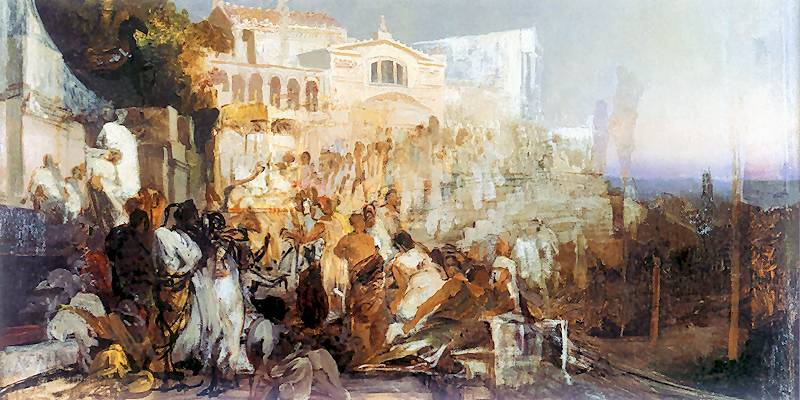
Ébauche pour Les Torches de Néron ou Les Lumières du christianisme, Musée national de Varsovie
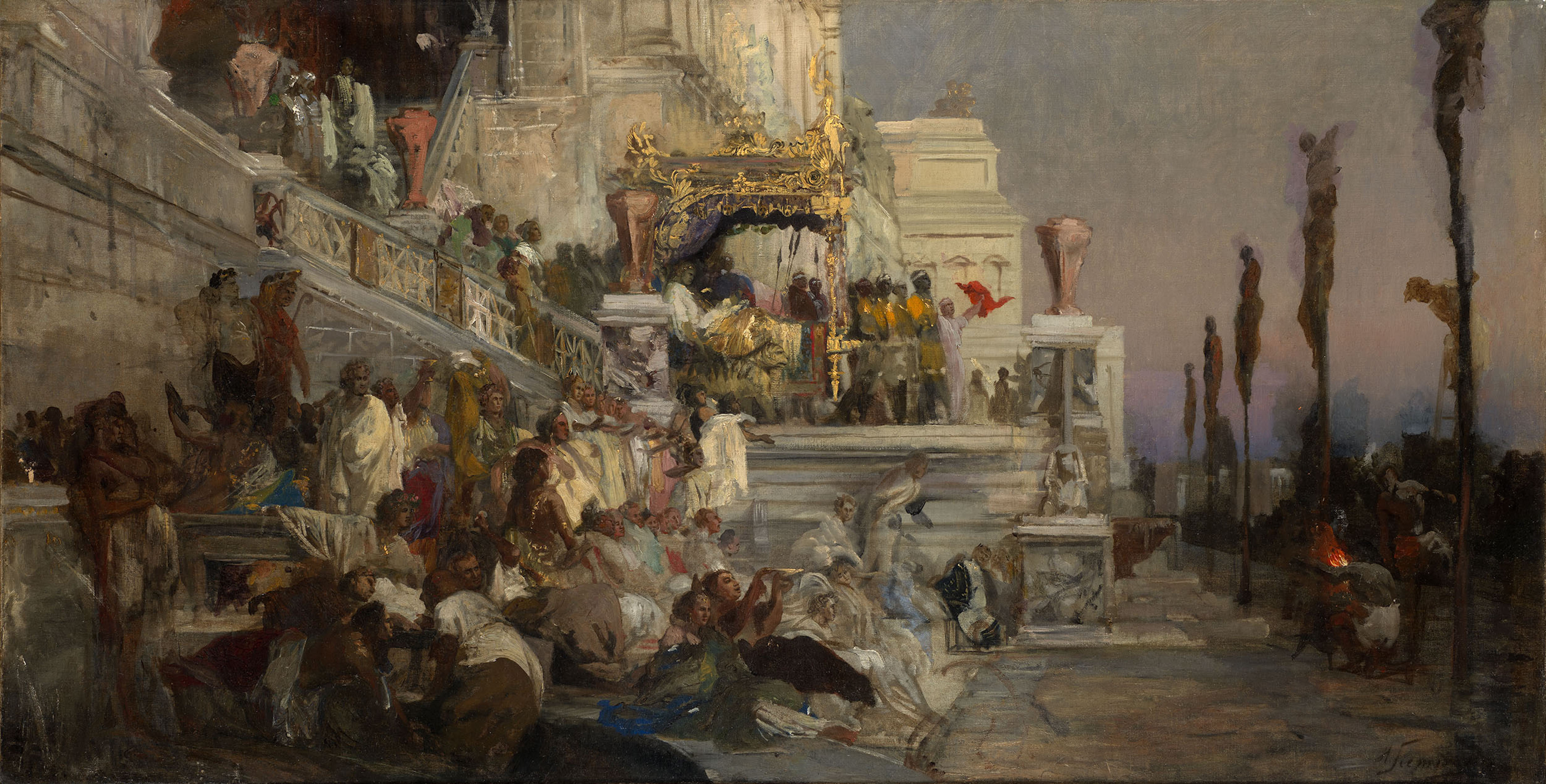
Ébauche pour Les Torches de Néron, collection privée à Moscou puis vente Mac Dougali's
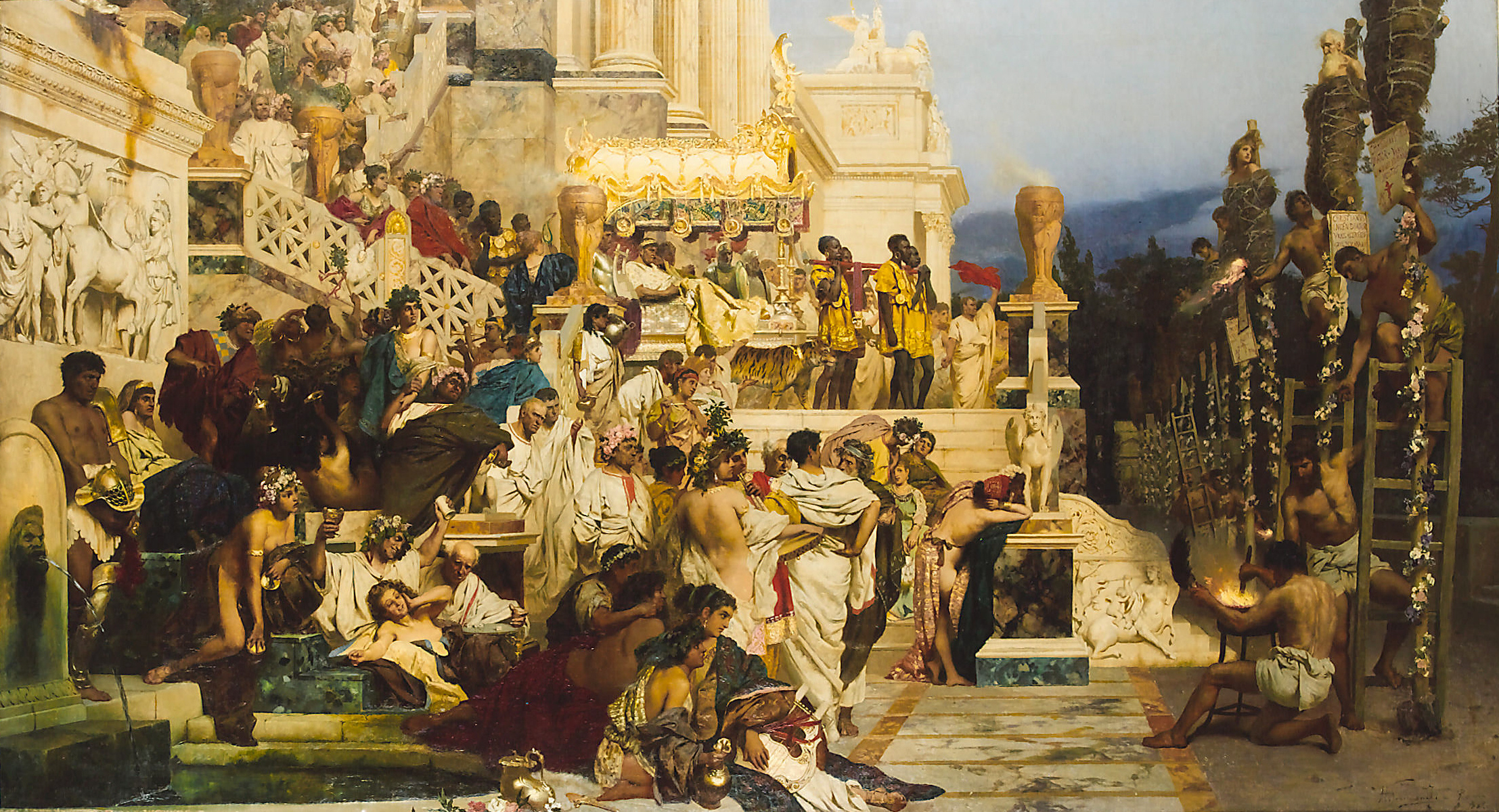
Copie réduite de l'auteur, 1882, collection privée, antérieurement à D. Botkine

L'étude Deux figures à la statue du Sphinx (1870 - 108 × 68,5 cm), est conservée à la galerie d'Art de la Fondation des générations à Khanty-Mansiïsk,.

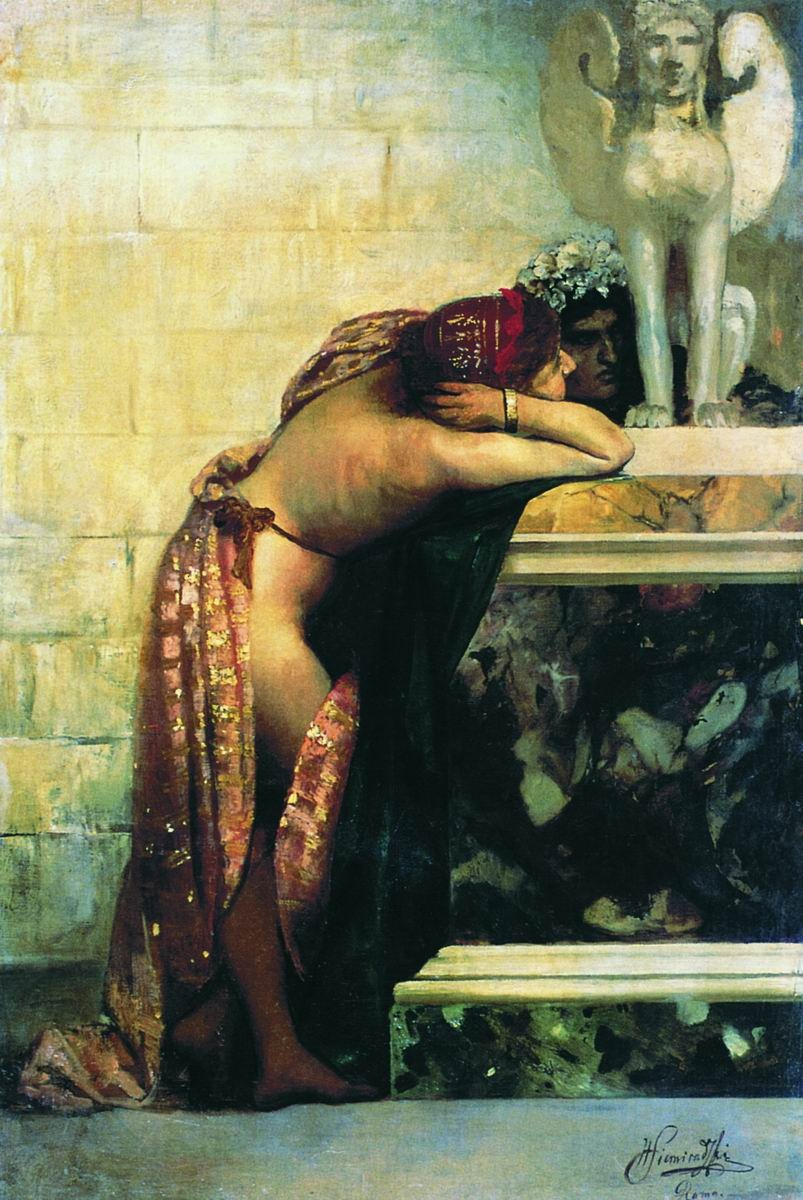
Deux figures à la statue du Sphinx.

## Appréciation et critique
Le peintre russe Ivan Kramskoï a eu l'occasion de voir la toile de Siemiradzki en 1876 à Rome alors qu'elle était encore dans l'atelier du peintre. Plutôt opposé à l'œuvre du peintre polonais, il reconnait que ce tableau « représente le plus grand multiple de ses qualités et le plus petit multiple de ses défauts, ce qui devrait donner quelque chose de bien »,. Beaucoup de contemporains s'extasiaient devant cette nouvelle toile, ainsi le peintre Fyodor Bronnikov écrit : « Oui de telles œuvres n'apparaissent pas tous les ans et par tous les artistes ? Honneur et gloire à son auteur ».
En 1877 l'écrivain Vsevolod Garchine écrit un article détaillé sur le tableau, plutôt positif, mais quelques défauts sont signalés. Il écrit: « Sur la technique de Siemiradzki quand elle concerne les figures humaines, les tissus, les bijoux, le marbre, les vases et autres accessoires, on ne peut dire qu'une chose, qu'elle est irréprochable. L'or de certains ornements brille exactement comme celui du cadre doré du tableau. Le nacre brillant du siège du palanquin de l'empereur semble sculpté sur la toile comme du véritable nacre. Les tissus somptueux portés par les femmes ne semblent pas avoir été posés juste avant la pose. Les marbres représentent une illusion parfaite d'authenticité ; le bas-relief avec un groupe de personnages, des chevaux et un char est particulièrement bien placé dans le décor ». Parmi les défauts remarqués par Garchine, il faut citer la mauvaise organisation de l'éclairage et l'absence de perspective aérienne dans la partie gauche du tableau. De plus Garchine estime que la partie droite du tableau, où les victimes martyres sont attachées, est trop peu mise en valeur,.
Un autre article donne une évaluation négative du tableau dans la revue Pletcha signé par l'archéologue et historien d'art Adrian Prakhov. Celui-ci essaye en particulier d'expliquer l'énorme succès de cette toile par le sous-développement des goûts du public et aussi en ayant à l'esprit que le succès vient surtout d'Europe occidentale, où l'on s'incline vite devant les productions à succès venant de l'étranger. Le peintre et critique polonais Stanisław Witkiewicz observe quant à lui l'absence d'émotion sur le visage des spectateurs de la scène du martyre des chrétiens ainsi que la dimension du chaudron de braises « qui ne suffirait pas à faire frire un morceau de viande ».
Vladimir Stassov ne manque pas de critiquer ce tableau. Dans son article sur l'Exposition universelle de 1878 à Paris, où la toile a été exposée et son auteur récompensé, il écrit  :
« Siemiradzki est bien connu pour avoir reçu le prix le plus élevé pour ses Lumières du christianisme. La critique étrangère s'est prononcée pratiquement mot pour mot comme la critique russe à propos de cette toile. Tout le monde lui reconnait du panache et de la virtuosité dans sa réalisation. En particulier dans ses reproductions du marbre, du bronze, des matériaux et des détails accessoires. Mais en ce qui concerne les figures et les expressions, l'humeur des personnages, tout le monde est d'accord pour trouver et exprimer d'une seule voix la faiblesse et les insuffisances de Siemiradzki. »
Ce type de reproche concernant l'attitude des personnages de Siemiradzki, leur impassibilité face à la scène qu'ils observent ou dont ils sont acteurs est récursive, et dans le commentaire de Stassov en particulier. Il le répète quand il traite d'autres tableaux du maître polonais pour des scènes fort différentes comme Phryné aux fêtes de Poséidon à Éleusis ou La Pécheresse.
L'intérêt pour cette toile de Siemiradzki est encore actuel. En particulier pour le cinéma où il est cité comme exemple de péplum, blockbuster de l'époque pré-cinématographique.
L'historienne d'art Katajina Novakovska-Sito écrit que « cette peinture, malgré l'aspect tragique de l'intrigue, produit un rare apaisement, une impression festive ». Elle remarque que « même les bourreaux, en mettant le feu aux condamnés à mort, prennent des poses étudiées de nu académique ». C'est pourquoi conclut-elle « il n'est pas étonnant que le tableau a attiré des critiques du côté des réalistes »,.
La critique d'art Tatiana Karpova considère que « l'un des effets de cette peinture et de la manière de Siemiradzki en général est une combinaison d'algèbre, de calcul précis et d'improvisation ». Ce qui fascine, selon Karpova, c'est l'habileté du maître dans la composition multiforme complexe, la précision des rapports à une si grande échelle, « la coloration est construite sur des accords améthyste-lilas, vert-émeraude, aigue-marine combinés avec l'écarlate, le pourpre et l'or, ce qui donne une impression de luxe précieux, qui rime avec les pierres précieuses, et donne au spectateur une impression de richesse raffinée ».